# Rio Batalha
Rio Batalha é um rio brasileiro do estado de São Paulo.
Nasce no município de Agudos na localização geográfica: latitude 22º28'59" sul e longitude 49º03'58" oeste, passa por Piratininga e Bauru seguindo em direção noroeste passa por Avaí onde se desvia para norte e atravessa Reginópolis até desaguar no rio Tietê próximo a Uru. Abastece de água a cidade de Bauru. Todo o trajeto tem cerca de 167 quilômetros. Os municípios onde o Rio Batalha passa são Agudos, Piratininga, Bauru, Avaí, Pirajuí, Balbinos e Reginópolis.

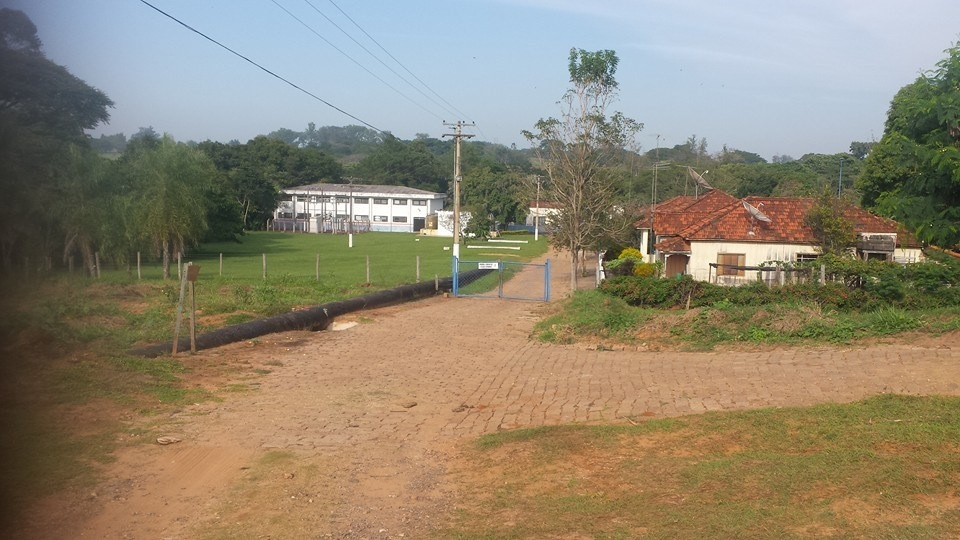
Captava de água do rio em Bauru